# Sánchez (Costa Rica)
Sánchez es un distrito del cantón de Curridabat, en la provincia de San José, de Costa Rica.

## Historia
En el año 1926, se publica en el diario La Gaceta n.º 181 del 8 de agosto, un proyecto de ley para convertir al distrito de Curridabat en cantón, bajo el nombre de “Julián Volio”. El 21 de agosto de 1929 bajo la segunda administración de Cleto González Víquez, se le otorga el título de villa a Curridabat, cabecera del nuevo cantón de la provincia de San José, y por el decreto n.º 209 del mismo día y año se convierte en el cantón número 18 de la provincia de San José, conformado por los distritos de La Villa de Curridabat, Granadilla, Sánchez y Los Tirrases. Su inauguración se dio el 1 de enero del año 1930, durante la primera sesión del Concejo Municipal.

## Ubicación
Se ubica al este del cantón, limita al norte con el distrito de Granadilla y Curridabat, al este con el cantón de La Unión, al oeste con el distrito de Curridabat y al sur limita con el distrito de Tirrases. 

## Geografía
Sánchez cuenta con un área de 4,51 km² y una altitud media de 1250 m s. n. m.

## Demografía
Para el año 2022, Sánchez cuenta con una población estimada de 6942 habitantes, y para el último censo efectuado, en 2011, Sánchez contaba con una población de 5364 habitantes.
Sánchez es el único distrito de Curridabat que figura entre los 10 distritos con más índice de desarrollo social de Costa Rica y a su vez, el que más posee de Costa Rica. [¿cuándo?]
En 2009, la tasa de homicidios dolosos por cada 100.000 habitantes fue de 0 en el distrito Sánchez, no se registraron homicidios durante el mismo período. Entre enero y julio de 2013 tampoco se registraron homicidios en el distrito. El porcentaje de viviendas con vehículo particular del distrito es de 93,17%. [cita requerida]

## Localidades
- Barrios: Araucauria (parte), Lomas de Ayarco, Pinares.

## Cultura

### Educación
Ubicadas propiamente en el distrito de Sánchez se encuentran los siguientes centros educativos:
- Colegio Internacional Canadiense
- Colegio Iribo
- Saint Peter's High School
- Sistema Educativo Whitman
- Yorkin School

## Transporte

### Carreteras
Al distrito lo atraviesan las siguientes rutas nacionales de carretera:
- Ruta nacional 2
- Ruta nacional 221
- Ruta nacional 251
- Ruta nacional 252

### Ferrocarril
El Tren Interurbano administrado por el Instituto Costarricense de Ferrocarriles, atraviesa este distrito.

## Concejo de distrito
El concejo de distrito del distrito de Sánchez vigila la actividad municipal y colabora con los respectivos distritos de su cantón. También está llamado a canalizar las necesidades y los intereses del distrito, por medio de la presentación de proyectos específicos ante el Concejo Municipal. El presidente del concejo del distrito es el síndico propietario del partido cantonal Curridabat Siglo XXI, José David Cortés Loaiza.
El concejo del distrito se integra por:
| #                       | Partido                     | Nombre                       |
| Síndico propietario     | Síndico propietario         | Síndico propietario          |
| ----------------------- | --------------------------- | ---------------------------- |
| 1                       | Curridabat Siglo XXI        | José David Cortés Loaiza     |
| Síndico suplente        |                             |                              |
| 2                       | Curridabat Siglo XXI        | Mariechen Miranda Fricke     |
| Concejales propietarios |                             |                              |
| 3                       | Curridabat Siglo XXI        | Catalina Espinoza Kollerbohm |
| 4                       | Curridabat Siglo XXI        | Gustavo Morales Chacón       |
| 5                       | Curridabat Siglo XXI        | Sonia Alfaro Zamora          |
| 6                       | Partido Liberación Nacional | Roger Díaz Aguilar           |
| Concejales suplentes    |                             |                              |
| 7                       | Curridabat Siglo XXI        | Guillermo Ortega Mata        |
| 8                       | Curridabat Siglo XXI        | Ileana Jiménez Montealegre   |
| 9                       | Curridabat Siglo XXI        | Adolfo Ortega Quirós         |
| 10                      | Partido Liberación Nacional | Leonardo Crespo Valerio      |